# Còdex Gigas
El còdex Gigas —o la Bíblia del Diable— és un manuscrit en pergamí escrit a principis del segle xiii en llatí. Fou considerat en la seva època com la «vuitena meravella del món» a causa de les seves dimensions (92 x 50,5 x 22 cm), el seu gruix de 624 pàgines i el seu pes de 75 kg.
L'obra fou feta per la mà d'un monjo benedictí, que també era copista i grafista, al monestir de Podlažice (a Chrudim, centre de l'actual República Txeca). El monestir fou destruït durant les guerres de religió del segle xv.
Està decorat amb tintes de vermell, blau, groc, verd i d'or. Amb un excel·lent estat de conservació, conserva la unitat estilística amb què fou creat.

## Contingut
El còdex conté la versió completa de la «Vulgata» de la Bíblia, a excepció dels Fets dels Apòstols i l'Apocalipsi. També inclou una sèrie d'enciclopèdies, com les Etimologies d'Isidor de Sevilla, les Antiguitats judaiques de Flavi Josep, la Chronica Boemorum ('Crònica dels txecs', escrita en llatí en el segle xii) de Cosmas de Praga i diversos tractats d'història, etimologia, fisiologia, a més d'un almanac amb necrològiques i la llista dels germans del monestir, fórmules màgiques i altres notícies locals.

## Història

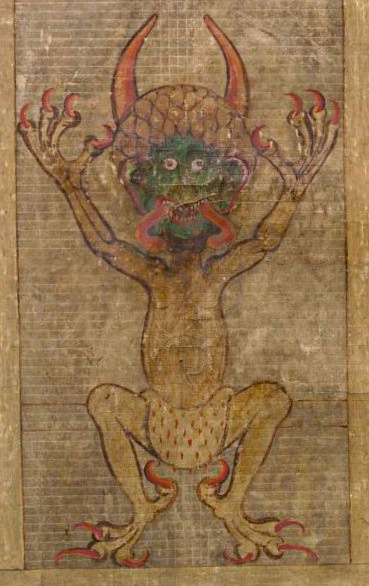
El diable en una pàgina del còdex.

La llegenda deia que l'autor del còdex Gigas fou condemnat a ser emparedat viu per un greu crim. I per tal que la pena li fos perdonada, el monjo proposà d'escriure l'obra en una sola nit, per a glòria del seu monestir.
Per a poder complir la seva promesa, va haver de demanar ajuda al diable. Una vegada acabat el treball, el monjo, com a reconeixement, va incloure dissimuladament un retrat del seu «ajudant» en el manuscrit. El 1594, l'emperador Rodolf II salvà el manuscrit gegant del monestir de Broumov, incorporant-lo a les seves col·leccions d'objectes rars.
L'any 1648, a la fi de la Guerra dels Trenta Anys, la Bíblia del diable fou presa com a botí de guerra per les tropes del general suec Hans Christoff von Königsmarck quan van atacar Praga i prengueren el castell de Praga i s'apoderaren de les col·leccions rudolfines. De llavors ençà, la Bíblia és custodiada a la Biblioteca Reial d'Estocolm, conjuntament amb altres objectes d'art de la cèlebre Kunstkammer de Prague de l'emperador Rodolf II (1552-1612). Els soldats també prengueren el còdex Argenteus, compost de lletres d'argent i or i creat a la fi de l'any 750, i que actualment és a Uppsala (al centre de Suècia). D'ençà del segle xvii, el còdex Gigas ha sortit de territori suec tan sols en dues ocasions, per a anar al Metropolitan Museum de Nova York el 1970, i a Berlín.